# Арбойе
Арбо́йе — город на востоке центральной части Эфиопии, административный центр ворэды Джэджу в регионе Оромия. Расположен в 168 км к юго-востоку от Аддис-Абебы. Через город проходит шоссе Адама — Дыре-Дауа.
Согласно данным, предоставленным правительством Оромии, в городе отсутствует почтовая и телефонная связь, что делает Арбойе очень труднодоступным, однако здесь есть электричество от работающих дизельных генераторов. В 1968 году была открыта начальная школа.
По данным Центрального статистического агентства Эфиопии на 2005 год население города составляет 8220 человек, из них 4119 мужчин и 4101 женщина. По данным прошлой переписи 1994 года население Арбойе насчитывало 4596 человек, из них 2234 мужчины и 2362 женщины.